# Katamenes macrocephalus
Katamenes macrocephalus är en stekelart som först beskrevs av Henri Saussure 1852.  Katamenes macrocephalus ingår i släktet Katamenes och familjen Eumenidae.

## Underarter
Arten delas in i följande underarter:
- K. m. fenestraloides
- K. m. pseudoconcinnus